# Толентинский договор
Толентинский договор (фр. Traité de Tolentino, итал. Trattato di Tolentino) или Толентинский мир (фр. Paix de Tolentino, итал. Pace di Tolentino) — мирный договор, заключённый между революционной Францией и Папской областью 19 февраля 1797 года и определивший условия прекращения войны и капитуляции Папской области. Подписи под договором со стороны Франции поставили посол Директории в Папской области Франсуа Како и генерал Наполеон Бонапарт; со стороны Папской области подписи ставили кардинал кафедры Феррары архиепархии Феррара-Комаккьо Алессандро Маттеи, аббат Лоренцо Калеппи, герцог Луиджи Браски Онести и маркиз Франческо Камилло VIII Массимо.
Договор был частью событий, последовавших за вторжением французов в Италию в начале революционных войн. После побед над австрийцами в битве при Мантуе, на мосту Аркола и в битве при Риволи у Наполеона больше не осталось врагов в Северной Италии, и он мог без особых опасений заняться подчинением Папской области. После девяти месяцев переговоров между Францией и Папской областью в феврале 1797 года 9 тысяч французских солдат вошли на территорию Папской Романьи, не оставив Святому Престолу выбора и заставив его пойти на уступки французам.

## Условия договора
В соответствии с договором папа отказывался от всех союзов, заключённых им ранее против Франции, признавал Республику и объявлял себя в мире и добрых сношениях с нею.
Итоговая контрибуция составила 36 млн французских ливров: 15 млн были добавлены к 21 млн ливров, востребованному на переговорах в ходе Болонского перемирия. Папский город Авиньон и окружающая его территория Конта-Венессен, уже оккупированные французскими войсками в начале революционных войн, отошли к Франции, положив конец почти 500-летнему правлению римского понтифика. Романья также была отсоединена от Папской области и была включена в Цизальпинскую республику.
По договору ряд произведений искусства был вывезен из Ватикана: более 100 картин и других произведений искусства должны были отправиться в Лувр, Париж. Договор также предусматривал вывоз пятисот древних рукописей. Французской комиссии предоставили право войти в любое здание, включая религиозные, и сделать свой выбор. В 1798 году эта часть договора стала действовать и в отношении всех итальянских государств, будучи включённой в международные договоры Франции с ними.
Кроме того, папа обязывался передать Франции 800 кавалерийских лошадей, столько же упряжных, а также буйволов и другие дары.
Также Папская область обязалась выплатить компенсацию семье журналиста Николя де Бассвиля, который был убит толпой в Риме по обвинению в оскорблении папы римского, а также разрешить французским войскам пребывать в Анконе до конца войны.

## Критика
Решение французов конфисковать ряд произведений искусства и вывезти их из Италии подвергалось критике. Одним из ярых противников таких действий был писатель-искусствовед Антуан-Кризостом Катрмер-де-Кенси, который в 1796 году написал памфлет «Письма Миранде»: он указал на важность связей произведения искусства и места, где оно появилось, отметив, что в случае вывоза произведения контекст может быть утрачен. За его памфлетом последовала публикация петиции, подписанной пятьюдесятью художниками, в которой выражался протест против перемещения художественных ценностей.
В итоге значительная часть произведений искусства после свержения Наполеона была возвращена в Италию. Среди произведений, вывезенных по договору во Францию и потом возвращённых, были «Преображение» Рафаэля, скульптурная группа «Лаокоон и его сыновья», Афродита Капитолийская Праксителя, Аполлон Бельведерский Леохара и Статуя Тибра с Ромулом и Ремом.

## Интересный факт
Наполеон при заключении Толентинского договора, в ответ на обвинения аббата Лоренцо Калеппи, посчитавшего договор несправедливым, повторил приписываемую Бренну знаменитую фразу «Vae victis».